# Apeadero Durham
Durham era una estación ferroviaria ubicada en el Departamento General López, Provincia de Santa Fe, Argentina.
Fue inaugurada en 1888 por el Ferrocarril Oeste Santafesino.

## Servicios
La estación corresponde al Ferrocarril General Bartolomé Mitre de la red ferroviaria argentina. Sus vías e instalaciones están concesionadas a la empresa de cargas Nuevo Central Argentino.